# Мушта-Олізаренко Надія Федорівна
Наді́я Фе́дорівна Му́шта-Оліза́ренко (28 листопада 1953, Брянськ — 17 лютого 2017, Одеса) — українська легкоатлетка, олімпійська чемпіонка, рекордсменка світу.

## Біографія
Надія Олізаренко народилася у Брянську в 1953 році. 
Закінчила факультет фізичного виховання Одеського державного педагогічного інституту ім. К. Д. Ушинського. 
Тренувалася в Одесі. Золоту олімпійську медаль та звання олімпійського чемпіона вона виборола на московській Олімпіаді в бігу на 800 метрів, виступаючи у складі збірної СРСР. Крім того вона була третьою в бігу на 1500 метрів.
Особисті рекорди: 800 метрів — 1.53,43 (1980) — на той час світовий рекорд; 1500 метрів — 3.56,8 (1980).

### Початок кар'єри
Надія почала тренуватися в 1967 році у Брянську. У 1968 році вона здобуває перемогу в юнацькій першості СРСР в бігу на 400 метрів. У 1970 році дебютувала у молодіжному складі збірної СРСР, проте результатів високого класу довелося чекати довго. Лише в 1977 році Надія увійшла до складу збірної СРСР. На чемпіонаті Європи у 1978 році приходить міжнародний успіх, Надія Мушта завойовує срібну медаль в бігу на 800 метрів та естафеті 4x400 метрів. У 1979 році вона перемогла на Всесвітній Універсіаді.
У 1980 році за місяць до Олімпійських ігор Надія встановлює світовий рекорд в бігу на 800 м — 1:54.85. На Олімпійських іграх Надія домагається найбільшого успіху, вигравши фінальний забіг на 800 метрів, перевищивши свій світовий рекорд 1:53.43 і випередивши найближчу суперницю на півтори секунди. У бігу на 1500 метрів Надія завоювала бронзову медаль.

### Після Ігор в Москві
У 1978 році Надія одружилася і переїхала до Одеси. Після Ігор в Москві пішла з великого спорту. У 1981 році народила дочку. У 1984 році повернулася на доріжку і почала готуватися до Олімпійських ігор. У цьому році вона увійшла в гарну форму, показавши результат 1:56,09. Літні Олімпійські ігри 1984 року радянські спортсмени пропустили через бойкот, а Олізаренко посіла третє місце на змаганнях «Дружба-84».
Надія Олізаренко різнобічна бігунка, яка мала високі результати на дистанціях від 400 до 1500 метрів. Маючи хороші дані спринтера вона надавала перевагу фронтальному бігу, але могла будувати тактику на своїй улюбленій дистанції 800 метрів найнесподіванішим для суперників чином.
У 1986 році Олізаренко досягає ще одного великого успіху — виграє чемпіонат Європи на дистанції 800 метрів. Чемпіонат світу 1987 року, вийшов для спортсменки не зовсім вдало, Надія пробилася у фінал, але зайняла лише 7-е місце. У 1988 році Надія увійшла до складу збірної СРСР на Олімпійських іграх 1988 року, але далі півфіналу пройти не змогла.
У 1992 році завершила свою спортивну кар'єру.
В останні роки проживала в Одесі. Працювала тренером з легкої атлетики в одеському СКА.
У 2001 році відкрила свій легкоатлетичний клуб і організовувала змагання.
У 2015 році був поставлений діагноз — бічний аміотрофічний склероз.
17 лютого 2017 року Надія Олізаренко померла в Одесі. Причиною смерті стали наслідки бічного аміотрофічного склерозу.
Прощання з Надією Олізаренко відбулося 21 лютого 2017 року у гарнізонному Будинку офіцерів.
Похована 21 лютого 2017 року на Північному кладовищі Одеси.

## Нагороди
- Ордено Дружби народів (1980).

- Орден княгині Ольги III ступеня (2002).

## Особисте життя
Була одружена з легкоатлетом Сергієм Олізаренко. Після Олімпіади 1980 року народила дочку Оксану Переверзєву.

## Досягнення
- Олімпійська чемпіонка (1980).
- Чемпіонка Європи (1986).
- Переможець змагань на Кубок Європи в складі збірної СРСР (1985).
- Багаторазова чемпіонка СРСР.
- Володіла рекордом світу в бігу на 800 метрів (1980—1983).
- Олімпійська рекордсменка і рекордсменка СРСР / Росії в бігу на 800 метрів.

## Особисті рекорди
- 400 метрів — 50,96 (1980)
- 800 метрів — 1.53,43 (1980)
- 1500 метрів — 3.56,8 (1980)